# Moi, moche et méchant
Série Moi, moche et méchant
Moi, moche et méchant 2
(2013)
Pour plus de détails, voir Fiche technique et Distribution.
Moi, moche et méchant (Despicable Me), ou Détestable moi au Québec, est un film d'animation 3D réalisé par Chris Renaud et Pierre Coffin, d'après une histoire de Sergio Pablos, et produit par Universal Pictures International et Illumination Entertainment.
Un second volet, Moi, moche et méchant 2, est sorti en 2013, un troisième, Moi, moche et méchant 3, est sorti en 2017, et un quatrième, Moi, moche et méchant 4, est sorti en 2024. Deux préquelles, Les Minions et Les Minions 2 : Il était une fois Gru sont sorties en 2015 et 2022.
Bien qu'il s'agisse d'une production américaine, le film a été réalisé par la société française Mac Guff.

## Synopsis
Gru est un super-méchant professionnel, odieux et fier de l'être. Il est aidé de son associé-inventeur, le vieux Professeur Néfario, et de ses fidèles Minions.
Un jour, un confrère non identifié vole la Grande Pyramide de Gizeh et fait passer tous les autres super-méchants pour des "ringards". Surtout Gru aux yeux de sa mère Marlena, mégère éternellement insatisfaite qui l'a complexé sa vie durant. Piqué au vif, il décide de commettre un coup d'éclat historique, en même temps qu'il réalisera son rêve : voler la Lune. Il prévoit ensuite de la rendre au monde contre rançon. Mais la très spécialisée banque du Mal lui refuse le crédit nécessaire pour construire sa fusée, tant qu'il ne dispose pas de l'élément essentiel assurant le succès (et surtout la rentabilité) de son plan : le Pistoréducteur qui peut tout miniaturiser. Le fait est qu'il existe des nouveaux méchants, plus jeunes et plus agressifs, dont fait partie l'insolent gringalet binoclard Vector, qui est justement le voleur de la pyramide. Cette dernière est camouflée dans son jardin, peinte en ciel trompe-l'œil.
Gru part donc voler le Pistoréducteur d'un laboratoire militaire en Extrême-Orient. Hélas, il se fait aussitôt ravir son butin par Vector, qu'il a humilié à la banque.
Gru échafaude un plan machiavélique pour récupérer le Pistoréducteur. Nul ne peut entrer dans la forteresse ultra-sécurisée de Vector, excepté trois petites filles que la directrice de leur orphelinat force à vendre des cookies au porte-à-porte, et dont Vector est friand. Gru les adopte donc pour les utiliser comme cheval de Troie, met en place son plan grâce à des robot-cookies cachés dans les boîtes et réussit à s’emparer de l'engin. Sur le chemin du retour, les filles supplient Gru de les emmener au parc d'attraction, et le super-vilain voit là une occasion de se débarrasser d'elles. Mais il n'en fait rien et, avec le temps, se comporte comme un véritable père avec les enfants : plus doux, plus gentil et avec un grand cœur. Le professeur Néfario lui rappelle sa mission et lui conseille de se ressaisir. Après avoir appris aux Minions que la banque du Mal a refusé de lui prêter de l'argent, le crédit allant à Vector qui se trouve par ailleurs être le fils du directeur, les filles adoptives sortent leurs économies pour l'aider à mener à bien son projet. Le temps passe et Gru semble en plein doute entre son rôle de super-méchant et son nouveau rôle de père adoptif. Plus tard, sur appel du professeur, l'orphelinat vient récupérer les trois sœurs. Résigné, il s'envole pour la Lune qu'il parvient à voler après l'avoir rétrécie avec le Pistoréducteur. Il retourne ensuite sur Terre en catastrophe pour aller voir les filles à leur gala de danse, mais arrive trop tard : le spectacle est fini et Vector les a capturées, ayant laissé un message à Gru lui enjoignant de lui apporter la Lune.
Arrivé à la forteresse de Vector, Gru lui remets la Lune miniaturisée, mais Vector ne libère pas les filles et s'enfuit dans l'étage supérieur de sa base, pourvu d'un moteur-fusée. Gru se lance alors à la rescousse des filles, aidé par Néfario, et les Minions, un phénomène mis en évidence par le professeur au cours de ses recherches l'effet du rayon réducteur s'avère temporaire, et ce d'autant plus que la masse de l'objet miniaturisé est importante.
Vector, dans son véhicule volant devenu hors de contrôle de par le grossissement de la Lune, se retrouve coincé sur cette dernière, qui a repris sa taille et sa place normale. Gru réadopte les filles et ils forment enfin une vraie famille avec Néfario, les Minions et grand-mère Marlena.

## Fiche technique
- Titre original : Despicable Me
- Titre français : Moi, moche et méchant
- Titre québécois : Détestable moi
- Réalisation : Pierre Coffin et Chris Renaud
- Scénario : Ken Daurio et Cinco Paul, d'après une histoire de Sergio Pablos
- Direction artistique : Éric Guillon
- Montage : Gregory Perler et Pam Ziegenhagen
- Musique : Heitor Pereira et Pharrell Williams
- Production : John Cohen, Janet Healy et Christopher Meledandri
  - Production exécutive : Sergio Pablos et Nina Rappaport
  - Production associée : Robert Taylor
- Sociétés de production : Universal Pictures, Illumination Entertainment
- Société de distribution : Universal Pictures
- Budget : 69 millions de dollars US[4],[5]
- Pays de production :  États-Unis,  France[1]
- Langue originale : anglais
- Genre : animation, comédie
- Format[6] : couleur — numérique — 1,85:1 — DTS / Dolby Digital / SDDS
- Durée : 95 minutes
- Dates de sortie en salles[7] :
  - Russie : 20 juin 2010 (Festival international du film de Moscou)
  - Canada / États-Unis : 9 juillet 2010
  - France : 6 octobre 2010
- Dates de sortie DVD :
  - Canada / États-Unis : 9 décembre 2010
  - France : 7 février 2011

## Distribution

### Voix originales
- Steve Carell : Gru
- Pierre Coffin : Minions
- Jason Segel : Vector
- Russell Brand : Dr Nefario
- Julie Andrews : la mère de Gru
- Will Arnett : Mr Perkins
- Kristen Wiig : Miss Hattie
- Miranda Cosgrove : Margo
- Dana Gaier (en) : Edith
- Elsie Fisher : Agnes
- Danny McBride : Fred McDade
- Rob Huebel (en) : Le présentateur
- Jemaine Clement : Jerry
- Jack McBrayer : Le père touriste / forain
- Mindy Kaling : La mère touriste
- Ken Daurio : Le garde égyptien
- Ken Jeong : Le présentateur du talk-show
- Ellen DeGeneres : la directrice du musée
- Charles Bright, Katie Leigh, Ranjani Brow, Scott Menville, Holly Dorff, Edie Mirman, Jackie Gonneau, Al Rodrigo, Wendy Hoffman, Jakob Roston, James Kyson Lee, Hans Tester, Tony Lee et Debi Mae West : voix additionnelles

### Voix françaises
- Gad Elmaleh[8] : Gru
- Pierre Coffin : Minions
- Éric Métayer : Vector
- Jonathan Cohen : Dr Nefario
- Frédérique Cantrel : la mère de Gru
- Jean-Michel Martial : Mr Perkins
- Marie Donnio : Miss Hattie
- Sarah Brannens : Margo
- Salomé Lemire : Edith
- Dizzie Le-Tan : Agnes
- Daniel Kenigsberg : Fred McDade
- Philippe Spiteri : Le présentateur

### Voix québécoises
- Marc Labrèche[9] : Gru
- Pierre Coffin : Mignons
- Patrice Dubois : Vector
- Jacques Lavallée : Dr Nefario
- Michèle Deslauriers : la mère de Gru
- Aubert Pallascio : Mr Perkins
- Natalie Hamel-Roy : Miss Hattie
- Catherine Brunet : Margo
- Léa Roy : Edith
- Ludivine Reding : Agnes
- Alain Zouvi : Fred McDade
- Marc Bellier : Le présentateur

Source : doublage relevé sur le DVD zone 2 et sur le site Allodoublage
Source (sauf mention contraire) : Doublage.qc.ca

## Production
Bien que produit par deux sociétés américaines (Universal Pictures et Illumination Entertainment), le film a été réalisé par le studio français : Mac Guff Line.
Le studio français voulait initialement réaliser son propre long métrage intitulé Bones Story mais, lors d'une projection organisée afin de montrer quelques minutes du projet, ils rencontrèrent Chris Meledandri, un des pontes de l'animation hollywoodienne. Celui-ci n'était, semble-t-il, pas très intéressé par le projet de Pierre Coffin, préférant lui confier un projet développé aux États-Unis, écrit par le scénariste de Tarzan, Sergio Pablos.

### Les Minions
Ces personnages jaunes en forme de gélule sont les hommes à tout faire de Gru. Ceux-ci sont joviaux, enthousiastes, maladroits, mais surtout attachants. Ils sont très souvent en train de se battre entre eux. Lorsque la plus petite des jeunes filles demande à Gru qui sont ces personnages, celui-ci répond après un regard vers le docteur Néfario que ce sont ses cousins.
Dans un court métrage, il est dit qu'ils sont extraits d'un échantillon d'ADN modifié. Ils se font souvent des crasses et raffolent des bananes (dites « banana »), des pommes (dites « papple ») et des glaces (dites « gélato »). La production américaine a d'ailleurs été très attentive à leur langage, faisant analyser chaque mot prononcé dans différentes langues afin de ne pas heurter les esprits dans certains pays.
L'originalité de ces personnages a été pensée par Pierre Coffin, le coréalisateur du film. Les personnages avaient d'abord été imaginés par Éric Guillon comme des mécaniciens « franchouillards » et fainéants, avec la clope au bec.
Un film sur les Minions est sorti le 8 juillet 2015. Il parle des Minions avant qu'ils ne se soumettent à Gru et permet de suivre leurs tribulations à travers les âges à la recherche d'un méchant à servir.

### Gru
Pierre Coffin a confié à son ami Éric Guillon le soin de dessiner Gru, le protagoniste de cette histoire. Il souhaitait que le personnage ressemble à Blofeld (l'ennemi juré de James Bond), qu'il se déplace comme Anthony Hopkins dans Le Silence des agneaux (1991) et qu'il ait le regard inquiétant de Louis Jouvet.

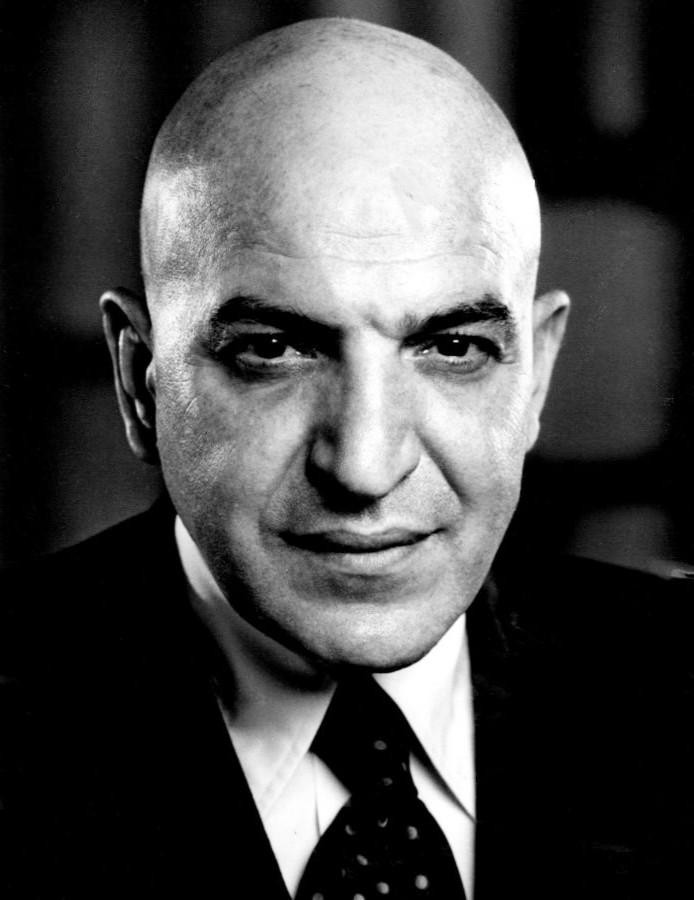
Telly Savalas incarne Blofeld dans Au service secret de Sa Majesté (1969).
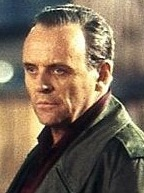
Anthony Hopkins en 1992.
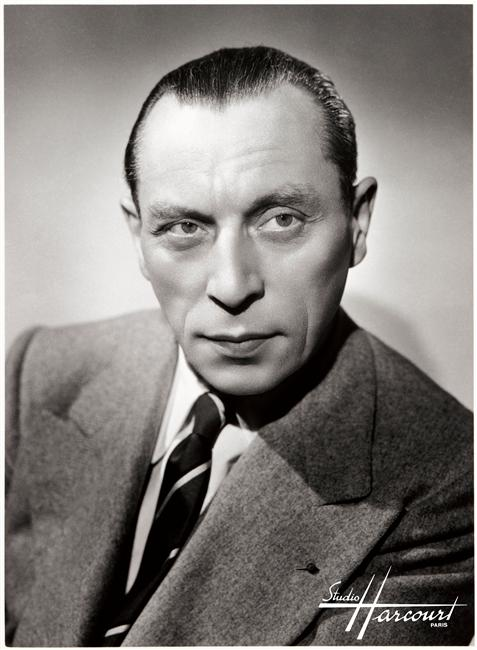
Louis Jouvet en 1947.

## Musique
Bandes originales de Moi, moche et méchant
Moi, moche et méchant 2
(2013)
Le chanteur-producteur Pharrell Williams se charge de la bande originale du film. En parallèle aux chansons originales, il compose également le film score avec Heitor Pereira, avec Hans Zimmer à la production.
Rip Slyme fournit la chanson thème de la sortie japonaise du premier film "Good Times (Bad Times remix)".
Toute la musique est composée par Pharrell Williams, sauf exceptions notées.
| 1.  | Despicable Me                                                    |                                      | Pharrell Williams    | 4:13 |
| 2.  | Fun, Fun, Fun                                                    |                                      | Pharrell Williams    | 3:26 |
| 3.  | I'm On a Roll                                                    |                                      | Destinee & Paris     | 3:11 |
| 4.  | Minion Mambo (feat. Pharrell & Lupe Fiasco)                      | Pharrell Williams, W. M. Jaco        | The Minions          | 3:04 |
| 5.  | Boogie Fever (extrait de l'album Showcase)                       | Freddie Perren, Kenneth St. Lewis    | The Sylvers          | 3:28 |
| 6.  | My Life                                                          | Pharrell Williams, Robin Thicke      | Robin Thicke         | 3:54 |
| 7.  | Prettiest Girls                                                  |                                      | Pharrell Williams    | 3:19 |
| 8.  | Rocket's Theme                                                   |                                      | Pharrell Williams    | 4:03 |
| 9.  | You Should Be Dancing (extrait de l'album Children of the World) | Barry Gibb, Robin Gibb, Maurice Gibb | Bee Gees             | 4:18 |
| 10. | The Unicorn Song                                                 |                                      | Agnes (Elsie Fisher) | 2:08 |
| 11. | Soñar (My Life) (Titre bonus iTunes)                             | Pharrell Williams, Robin Thicke      | David Bisbal         | 4:03 |

### Autres albums
| 1.  | Despicable Me (Orchestra Version)   | Pharrell Williams                         | 1:46 |
| 2.  | Casino Royale                       | Herb Alpert & The Tijuana Brass           | 2:36 |
| 3.  | Prettiest Girls (Introduction)      | Pharrell                                  | 0:42 |
| 4.  | Prettiest Girls (Orchestra Version) | Pharrell                                  | 2:22 |
| 5.  | Sweet Home Alabama                  | Lynyrd Skynyrd                            | 4:45 |
| 6.  | Despicable Me II (Checking Inn)     | Pharrell                                  | 1:48 |
| 7.  | Garota de Ipanema                   | Antônio Carlos Jobim & Vinícius de Moraes | 0:42 |
| 8.  | The Way It Is (Vector's Theme)      | D.A. Wallach                              | 0:48 |
| 9.  | Copacabana                          | Barry Manilow                             | 5:46 |
| 10. | Fun, Fun, Fun (Orchestra Version)   | Pharrell                                  | 2:52 |
| 11. | Swan Lake Waltz                     | Pyotr Ilyich Tchaikovsky                  | 6:49 |

Toute la musique est composée par Heitor Pereira et Pharrell Williams.
| 1.  | Happy Gru                | 0:52 |
| 2.  | Door Bell Rings          | 0:22 |
| 3.  | Kyle Attacks             | 0:30 |
| 4.  | Nefario Calls Gru        | 1:08 |
| 5.  | Minion March             | 1:29 |
| 6.  | Miss Hattie's Face       | 0:49 |
| 7.  | Gru Calls Mom            | 0:43 |
| 8.  | Meeting Mr. Perkins      | 1:10 |
| 9.  | Explosion                | 0:19 |
| 10. | Meet The Girls (Reprise) | 0:27 |
| 11. | Adoption Process         | 4:02 |
| 12. | Gru's Lair               | 1:01 |
| 13. | Gru's Kitchen            | 1:41 |
| 14. | All Girls Amped Up       | 0:18 |
| 15. | Girls To Bed             | 1:58 |
| 16. | Girls To Dance Class     | 0:34 |
| 17. | Gru Is Angry             | 1:04 |
| 18. | Nefario Is Angry         | 0:27 |
| 19. | Teleconference           | 3:37 |
| 20. | Piggy Bank               | 2:18 |
| 21. | Hyper Girls              | 0:37 |
| 22. | Sleepy Kittens           | 3:38 |
| 23. | Nefario Confronts Gru    | 1:43 |
| 24. | Don't Let Her Take Us    | 1:34 |
| 25. | Kisses Goodnight         | 2:41 |

## Accueil

### Accueil critique
Moi, moche et méchant a été bien reçu par la critique dans les pays anglophones : le site Rotten Tomatoes lui attribue 81 % d'avis favorables dans la catégorie All Critics, sur la base de 198 commentaires, dont 152 positifs, et une note moyenne de 6.8⁄10 et 88 % d'avis favorables dans la catégorie Top Critics, sur la base de 33 commentaires, dont 29 positifs, et une note moyenne de 7.2⁄10 : « Empruntant largement (et intelligemment) à Pixar et au Looney Tunes, Moi, moche et méchant est avec surprise un régal réfléchi et familial avec quelques surprises de son cru », tandis que le site Metacritic lui attribue un score de 72⁄100, sur la base de 35 commentaires, à majorité favorable.
En France, le film est, dans l'ensemble, globalement bien accueilli par la critique, puisque le site Allociné lui attribue une note moyenne de presse de 3.3⁄5, pour 23 titres de presse recensés.

### Box-office
Moi, moche et méchant a remporté un important succès commercial dès sa sortie en salles, que ce soit aux États-Unis et dans le monde : pour son premier week-end d'exploitation au box-office américain, il parvient à se classer à la première place avec 56 397 125 $, réussissant à déloger Twilight, chapitre III : Hésitation de la première position qu'il occupait le week-end précédent. Il est devenu le troisième film d'animation à réaliser les meilleures recettes en 2010 derrière Toy Story 3 et Shrek : IV était une fin. Durant sa première semaine à l'affiche, le long-métrage domine le box-office en gardant sa place de leader avec 56 397 125 $ et franchit le cap des 100 millions de dollars de recettes la semaine suivante avec 137 600 845 $ et une seconde place. Tout en restant dans le top dix et après avoir dépassé son budget de production, le film réussit rapidement à atteindre les 200 millions de dollars de recettes en quatrième semaine, pour finir avec un total de 251 513 985 $ après vingt-huit semaines à l'affiche,, où il se positionne à la 63e place des meilleures recettes de l'histoire du box-office américain. À l'étranger, il réussit à totaliser 291 600 000 $, dépassant ainsi les recettes américaines.
Le film engrange 543 113 985 $, total des recettes américaines et internationales, se positionnant à la 80e place des meilleures recettes de l'histoire du box-office mondial.
| Pays ou région | Box-office        | Date d'arrêt du box-office | Nombre de semaines |
| -------------- | ----------------- | -------------------------- | ------------------ |
| Mondial        | 543 113 985 $     | 17 avril 2011              | 40                 |
| États-Unis     | 251 513 985 $     | 20 janvier 2011            | 28                 |
| France         | 3 008 069 entrées | 26 janvier 2011            | 17                 |

## Distinctions

### Récompenses
- 2011 : Kids' Choice Award du meilleur film d'animation
- 2011 : 2e place au Central Ohio Film Critics Association Award du meilleur film d'animation

### Nominations
- 2010 : Washington DC Area Film Critics Association Award du meilleur film d'animation
- 2010 : Chicago Film Critics Association Award du meilleur film d'animation
- 2010 : Sierra Award du meilleur film d'animation
- 2010 : Teen Choice Award du meilleur film de l'été
- 2010 : Satellite Award du meilleur film d'animation
- 2010 : San Diego Film Critics Society Award du meilleur film d'animation
- 2011 : Saturn Award du meilleur film d'animation
- 2011 : Annie Awards
  - Meilleur film d'animation
  - Meilleure réalisation d'un film d'animation pour Pierre Coffin et Chris Renaud
  - Meilleure musique
  - Meilleur doublage dans un film d'animation pour Steve Carell
- 2011 : Online Film Critics Society Award du meilleur film d'animation
- 2011 : BAFTA du meilleur film d'animation
- 2011 : Golden Globe du meilleur film d'animation
- 2011 : Eddie du meilleur montage
- 2011 : Kids' Choice Award du meilleur botteur de cul pour Steve Carell
- 2011 : People's Choice Award du meilleur film familial
- 2011 : Critics Choice Award du meilleur film d'animation

## Autour du film

### Clins d'œil
Tout au long du film, Margo porte un T-shirt qui représente le Lorax.
Il est par ailleurs fait référence à Lehman Brothers, ancienne banque d'investissement, quand Gru entre dans la « Bank of Evil » (en français « banque du mal ») où il est écrit, en petit : « anciennement Lehman Brothers ».                                                   Il est également fait référence au film Le Parrain et la fameuse scène de la tête de cheval dans le lit. 

### Publicités déguisées
Ce film comporte un certain nombre de publicités déguisées, apparaissant sous la forme de logos, ou références.
- MSNBC : le logo et le nom de la chaîne (filiale du groupe NBCUniversal, producteur du film) sont visibles lorsque l'on voit un présentateur donner des informations, puis le logo apparaît seul au-dessus d'un écran géant dans le premier quart du film ;
- Nintendo Wii : le protagonistes (Vector) joue, une wiimote à la main ; on verra nettement la console devant la télévision un peu plus tard ;
- Blu-ray : le nom et le logo sont travestis en « Gru Ray », tout à la fin du film ;
- Auchan, le supermarché dans lequel les minions vont faire les courses (uniquement en version française) ;
- Sleepy Kittens, un livre pour enfants vendu avec trois petites marionnettes pour les doigts (trois chatons) ; il s'agirait cependant d'une défictionalisation, le livre apparaissant d'abord dans le film avant d'être réellement publié.
- Tic Tac, marque de bonbons citée par Vector, lorsqu'il paye les enfants pour les biscuits ;
- Cheetos, collation faite à base de maïs à saveur de fromage ;
- Arbre magique (en), des sapins déodorants pour voiture ;
- Une des petites valises à roulettes est le modèle « coccinelle » de la gamme Samies de Samsonite.